# Thesszaloszok
A thesszaloszok ókori görög népcsoport voltak Thesszáliában, amely róluk kapta a nevét. Híresek voltak lovasságukról, ami a legjobb volt a görög világban.
A thesszaloszok az i. e. 2. évezred végén – a mükénéi korszak után, a görög sötét korban – vándoroltak be Thesszáliába és leigázták az ott élő népeket, akikből a spártai helótákéhoz hasonló helyzetű penesztészek lettek. A thesszaloszok dialektusa az aiolokéhoz áll legközelebb, akik Trója környékét foglalták el és ott a kerámialeletek alapján az i. e. 10. századra váltak dominánssá a luvik helyett. A két nép talán Makedónia vidékén élhetett együtt korábban. A környező hegyekben élő népcsoportok – keletre a magnészok, délkeletrere a phtiótisziak, délre az ainisziak, délnyugatra (és Szküroszon) a dolopszok és valószínűleg nyugatra a perrhaiboszok – is fokozatosan alávetett helyzetbe (perioikosz) kerültek, akik adóztak a thesszaloszoknak.